# I BELIEVE (華原朋美の曲)
「I BELIEVE」（アイ・ビリーヴ）は、日本の女性歌手、華原朋美の2枚目のシングル。小室哲哉プロデュースによる楽曲である。

## 背景
華原が大ブレイクするきっかけとなった曲で、この曲で、『ミュージックステーション』（1995年10月20日放送）や『HEY!HEY!HEY!』、『COUNT DOWN TV』などの音楽番組に初登場した。
このシングルの売り上げの一部は、阪神・淡路大震災の救済援助金に充てられた。

## 音楽性
元々はglobe向けに作られていたが、最終的には華原に提供された（globeのシングル「Joy to the love」の解説も参照）。小室曰く、この曲の位置付けは「背水の陣」というほどの力作だった。
華原は「小室さんと私がこの先も2人で、曲を作っていく未来への気持ちを込めた曲」と話している。
「EXTENDED (MILAN MIX)」は制作時にイタリアのミラノで仕事をしていた小室が「雰囲気が出るから」という思いつきで付けた。
J-POPアーティストの曲にしては珍しく音階が2段階に変化するのが特長である。

## チャート成績
オリコン調べによると、初登場は7位だったが売れ続け、年末の最優秀新人賞などを総なめにした。特に年末から年明けにかけて売り上げが再浮上して最高4位を記録、1996年1月中旬頃（発売から3か月強）に出荷枚数が100万枚を突破。当時華原が所属していたパイオニアLDCにとっても初のミリオンセラーである。

## ミュージック・ビデオ
デビュー曲「keep yourself alive」に引き続き、椛島永次が振付を担当した。当時ショートクリップ映像も大量に放送されたため、翼を広げるような特徴的な振り付けは渋谷などの若者から（この振り付けを）やって欲しいとせがまれたいう。
壮大な雪山をバックにした崖上のセットで歌うPVは、スタジオで撮影され、雪の代わりに塩を使っている。

## 主な記録
- オリコン・1995年間シングルチャート 86位。
- CDTV・1995年間総合ランキング 56位。
- オリコン・1996年間シングルチャート 38位。
- CDTV・1996年間総合ランキング 63位。
- オリコン・1996年間カラオケリクエスト回数 4位。
- HEY!HEY!HEY! MUSIC CHAMP・パーフェクトランキング 3 YEARS BEST 100（95・96・97） 67位。

## 受賞
- 「第28回 日本有線大賞」新人賞、最優秀新人賞
- 「第28回 全日本有線放送大賞」新人賞、最優秀新人賞
- 「第37回日本レコード大賞」新人賞

## 収録曲
- 作詞・作曲・編曲：小室哲哉

MIX：DAVE FORD
1. I BELIEVE [RADIO EDIT]
2. I BELIEVE [EXTENDED (MILAN MIX)]
3. I BELIEVE [INSTRUMENTAL]

## タイアップ
| # | 楽曲名                     | タイアップ                        | 出典 |
| - | -------------------------- | --------------------------------- | ---- |
| 1 | 「I BELIEVE [RADIO EDIT]」 | '96ミナミCMイメージソング         |      |
| 1 | 「I BELIEVE [RADIO EDIT]」 | FM FESTIVAL '95キャンペーンソング |      |

## 収録CD・PV集
- 1stアルバム「LOVE BRACE」

I BELIEVE [album earth mix]
I BELIEVE [play piano]
ベスト・アルバム
- kahala compilation

I BELIEVE
シングル収録の [RADIO EDIT] とは異なる独自のバージョン。
- Best Selection

I BELIEVE [RADIO EDIT]
- Super Best Singles 〜10th Anniversary〜

I BELIEVE [RADIO EDIT]
PV集
- 「HOW TO MAKE TOMOMI KAHALA 華原朋美はいかにして華原朋美となり得たか」
ローソン予約限定で発売されたヒストリー・ビデオ　メイキングインタビュー
- DVD「very best of MUSIC CLIPS」EXTRA TRACK

I BELIEVE [short version]
- ALL TIME SINGLES BEST（初回限定版DVD）

I BELIEVE [short version]
その他
- 23rdシングル「あなたがいれば」カップリング

I BELIEVE 2004 - ヴォーカル再レコーディング&エスニック調アレンジ。

## カバー
- Dios/シグナルP feat. 鏡音リン - カバーアルバム『小室哲哉 meets VOCALOID』（2012年発売）
  - 小室哲哉公認のVOCALOIDカバーアルバム。

## 備考
- 復帰後の1999年11月5日に出演した『FUN』においてこの曲を歌唱したが、途中謎の踊りを披露して視聴者に衝撃を与えた。
- 元モーニング娘。の保田圭は、モーニング娘。のオーディションでこの曲を歌った。
- 浜崎あゆみが、2004年10月の『ミュージックステーションSP』で、究極のラブソングBEST100に「I BELIEVE」がランクインした際に“印象深い曲”として触れ、「カラオケでキーの高い朋ちゃんの曲を全部歌えると“あっ、やった!”という気分になる」とコメントしていた。ちなみに、浜崎自身は思い出に残るラブソングとして「I'm proud」を挙げていた。
- 小室哲哉が著書「罪と音楽」の中で、2008年逮捕時の取り調べで担当検事から「I BELIEVEは名曲ですよ」と言われたエピソードを述べている。
- マツコ・デラックスが華原朋美の楽曲の中で一番好きな楽曲だという。